# Xavi Llorens
Francesc Xavier Llorens i Rodríguez (Cardedeu, Barcelona, 5 de junio de 1958), más conocido como Xavi Llorens, es un entrenador español y actualmente es el seleccionador de la Selección Femenina de Cataluña.
Fue el entrenador que más años ha dirigió al Fútbol Club Barcelona Femenino con 11 años en el banquillo del club, en la cual representaría la época de consagración del equipo. Junto con ser el que más títulos ha conseguido, con 9 campeonatos oficiales en su haber, en las que se consideran 4 Ligas de España, 4 Copas de la Reina y 1 campeonato de Segunda División de España.

## Trayectoria
Comenzó dirigiendo a las pequeñas promesas en el Fútbol base del Fútbol Club Barcelona, donde llegó a dirigir a varios jugadores que ahora pertenecen a grandes clubes a nivel internacional, uno de ellos fue Lionel Messi, a quien conoció apenas arribó a La Masía siendo Llorens su primer entrenador, destacó su gran potencial y que sería una gran jugador en el futuro, señalándolo como "El pequeño Maradona".

### F. C. Barcelona Femenino

#### Inicios
Llega al Fútbol Club Barcelona Femenino en junio de 2006 en reemplazo de Natalia Astrain, en ese entonces el club militaba en Superliga, pero había sido sometido a una profunda remodelación en la cual se eliminan 4 de los 8 equipos del fútbol femenino, quedándose con 3 del fútbol base más el primer equipo, quienes habían terminado la temporada en octavo lugar. 
Su primera temporada al mando de las azulgranas fue un completo desastre, terminando últimos en la Superliga lo que los llevó al descenso. Este significó uno de los peores momentos en la historia del club, llegando incluso a la opción de desaparecer del equipo, sin embargo prontamente comienzan los cambios en la Primera Nacional, mejorando los resultados y consiguiendo volver como campeonas a la Superliga. Tras esto comienzan a pelear por mejores puestos, sin tener que volver a preocuparse por los puestos de descenso, lo cual demostraba el radical efecto que Llorens había generado.

#### Temporada 2009/10
La temporada no podía haber comenzado mejor, debido a que el club comenzaba a hacerse notar principalmente a nivel regional, llevándolas a ganar durante la pretemporada de 2009 su primera Copa Cataluña frente al difícil R. C. D. Español, la disputa se debió definir por los penales tras un empate 3-3. Dejando atrás los disgustos y malas rachas, llegando a clasificarse en la Copa de la Reina siendo vencidas en semifinales.

#### Temporada 2010/11
Durante la pretemporada de agosto, consiguen como en el año anterior la Copa Cataluña frente al U. E. L'Estartit en una hegemonía del Barcelona con resultado 3-0. Finalmente lo que Llorens había esperado con ansias era ver reflejado el esfuerzo en títulos y lo que al fin llegaría a conseguir, tras quedar cuarto en el grupo A durante la primera fase, se clasifican a la Copa de la Reina en la cual vencen a la Real Sociedad, para luego enfrentarse en la final contra el R. C. D. Español en un partido estrecho donde las azulgranas convirtieron el gol en el minuto 117', dándoles así su segundo título copero. 

#### Temporada 2011/12
Llorens sigue con el buen desempeño mostrando los años anteriores, en la Copa Cataluña vence por 1-0 al R. C. D. Español, logrando el tercer título regional. Luego de mucho tiempo con el mismo sistema, la Real Federación Española de Fútbol hace modificaciones en el campeonato, siendo ahora un torneo todos contra todos en vez de las fases de grupos de los años pasados, consiguen consagrarse campeones de Liga, el primer campeonato ligero de las azulgranas desde la fundación del club, el cual no se pudo conseguir hasta la última fecha con solo 3 puntos de distancia del segundo, el Athletic Club llevando al club a consolidarse como uno de los equipos más fuertes de la categoría llegando a conseguir 119 goles, perder solo 1 encuentro y empatar 2. Aunque esta vez no logran conseguir la Copa de la Reina, cayendo en semifinales.

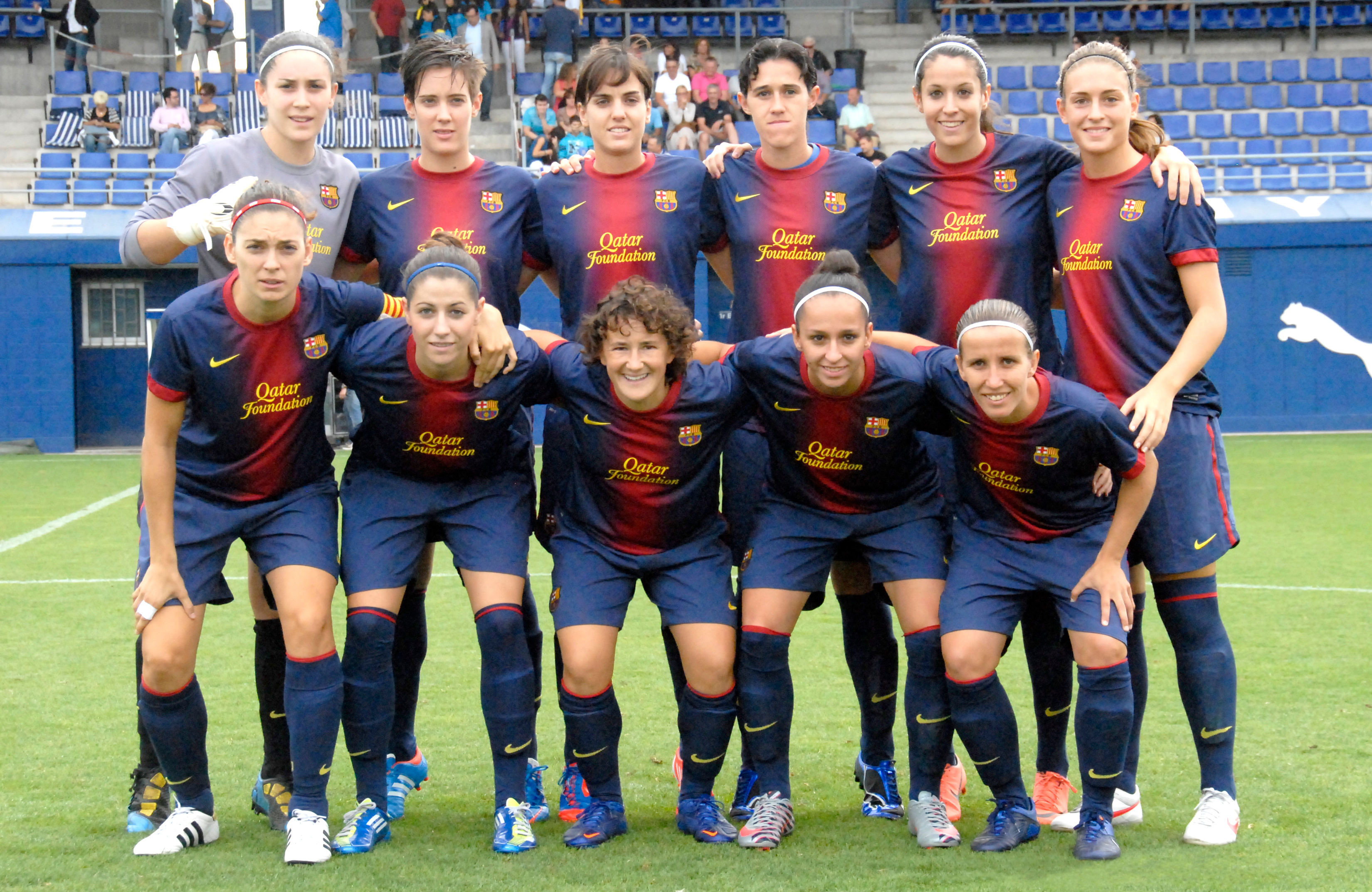
Las jugadoras de Xavi Llorens en el Derbi barcelonés frente al R. C. D. Español durante la temporada 2012-13.

#### Temporada 2012/13
Por cuarto año consecutivo ganan la Copa Cataluña, nuevamente contra el R. C. D. Español otra vez con un resultado muy complejo, tras el empate 1-1 van a los penales donde las de Llorens ganan 8-7. Tras esto Xavi confirma el alto nivel competitivo que instaura en el equipo, pero comienza con un inicio algo irregular dejándolas por un tiempo fuera de las favoritas para conseguir el trofeo, además se les suma una gran pérdida con el fallecimiento de la exjugadora del equipo Ana Soler, luego de esto queda el mayor desafió impuesto en su carrera al jugar en la Liga de Campeones, esto termina rápidamente al ser eliminados en la primera ronda por el Arsenal F. C. en goleadas por parte de las inglesas con un resultado global de 7-0, pero dejando todo lo malo atrás, terminan remontando durante el resto del campeonato ligero, llegando a la última fecha en disputa, la cual justamente sería frente al segundo quien se encontraba a solo 2 puntos de distancia, quien nuevamente era el Athletic Club, el tan esperado partido se realizó en el estadio San Mamés frente a más de 25.000 personas las cuales vieron la coronación del F. C. Barcelona por segundo año consecutivo tras abatir a las Vascas por 1-2. Luego en la Copa de la Reina siguen mostrando su superioridad derrotando fácilmente a todos sus contrincantes y en la final ganar por 4-0 al C. D. Transportes Alcaine, logrando así un triplete estatal con la Copa Cataluña, La Liga y la Copa de la Reina, logrando la mejor temporada de la historia.

### Después del Barça
El 8 de julio de 2020 es presentado de forma oficial como el nuevo entrenador de la Selección Femenina Absoluta de Cataluña, siendo la primera vez a cargo de una selección por su parte.
Con la llegada de Joan Laporta a la presidencia del Barça, invita a Xavi a que se reintegrará al área del fútbol femenino culé, para trabajar como directivo y ojeador.  La consagración a nivel internacional del equipo femenino azulgrana llegaría en mayo de 2021, en donde el Barça se alzó con la Liga de Campeones de la UEFA por primera vez en su historia. En ese día las jugadoras recordaron a Llorens, quien formaba parte de la comitiva del área femenina del club que acompañaba al equipo, había pronosticado el título barcelonista, reconociéndolo como parte fundamental del proceso para llegar a ser campeonas.

## Clubes

### Como entrenador
| Club                           | País     | Año                |
| ------------------------------ | -------- | ------------------ |
| F. C. Barcelona Femenino       | España   | 2006 - 2017        |
| Selección Femenina de Cataluña | Cataluña | 2020 - Actualmente |

## Estadísticas

### Como entrenador
| Club | Temporada             | País                  | Categoría             | Liga | Liga | Liga | Liga | Liga | Copa nacional | Copa nacional | Copa nacional | Copa nacional | Internacional | Internacional | Internacional | Internacional | Otras* | Otras* | Otras* | Otras* | Totales | Totales | Totales | Totales | Totales     | Totales | Totales | Totales |
| Club | Temporada             | País                  | Categoría             | P    | G    | E    | D    | Pos  | P             | G             | E             | D             | P             | G             | E             | D             | P      | G      | E      | D      | P       | G       | E       | D       | % Victorias | GF      | GC      | DG      |
| --- | --------------------- | --------------------- | --------------------- | ---- | ---- | ---- | ---- | ---- | ------------- | ------------- | ------------- | ------------- | ------------- | ------------- | ------------- | ------------- | ------ | ------ | ------ | ------ | ------- | ------- | ------- | ------- | ----------- | ------- | ------- | ------- |
| F. C. Barcelona | 2006-07               | España                | Superliga             | 26   | 4    | 4    | 18   | 14.º | -             | -             | -             | -             | -             | -             | -             | -             | 1      | 0      | 0      | 1      | 27      | 4       | 4       | 19      | 19%         | 27      | 65      | -38     |
| F. C. Barcelona | 2007-08               | España                | 2.ª División          | 28   | 24   | 2    | 2    | 1º   | -             | -             | -             | -             | -             | -             | -             | -             | 1      | 0      | 0      | 1      | 29      | 22      | 2       | 3       | 85%         | 138     | 22      | +116    |
| F. C. Barcelona | 2008-09               | España                | Superliga             | 30   | 14   | 7    | 9    | 6.º  | 4             | 1             | 0             | 3             | -             | -             | -             | -             | 1      | 0      | 0      | 1      | 35      | 15      | 7       | 13      | 49%         | 56      | 42      | +14     |
| F. C. Barcelona | 2009-10               | España                | Superliga             | 26   | 13   | 4    | 9    | 5.º  | 6             | 4             | 0             | 2             | -             | -             | -             | -             | 1      | 0      | 1      | 0      | 33      | 17      | 5       | 11      | 56%         | 54      | 35      | +19     |
| F. C. Barcelona | 2010-11               | España                | Superliga             | 28   | 15   | 5    | 8    | 4.º  | 6             | 6             | 0             | 0             | -             | -             | -             | -             | 1      | 1      | 0      | 0      | 35      | 22      | 5       | 8       | 67%         | 70      | 28      | +42     |
| F. C. Barcelona | 2011-12               | España                | 1.ª División          | 34   | 31   | 1    | 2    | 1º   | 1             | 0             | 1             | 0             | -             | -             | -             | -             | 1      | 1      | 0      | 0      | 36      | 32      | 2       | 2       | 90%         | 120     | 21      | +99     |
| F. C. Barcelona | 2012-13               | España                | 1.ª División          | 30   | 24   | 4    | 2    | 1º   | 5             | 4             | 1             | 0             | 2             | 0             | 0             | 2             | 1      | 0      | 1      | 0      | 38      | 28      | 6       | 4       | 78%         | 103     | 22      | +81     |
| F. C. Barcelona | 2013-14               | España                | 1.ª División          | 30   | 25   | 4    | 1    | 1º   | 5             | 3             | 2             | 0             | 6             | 2             | 2             | 2             | 2      | 1      | 1      | 0      | 43      | 31      | 9       | 3       | 79%         | 96      | 22      | +74     |
| F. C. Barcelona | 2014-15               | España                | 1.ª División          | 30   | 25   | 2    | 3    | 1º   | 2             | 1             | 0             | 1             | 4             | 2             | 1             | 1             | 2      | 2      | 0      | 0      | 38      | 30      | 3       | 5       | 81%         | 102     | 12      | +90     |
| F. C. Barcelona | 2015-16               | España                | 1.ª División          | 30   | 24   | 5    | 1    | 2º   | 3             | 2             | 0             | 1             | 6             | 3             | 2             | 1             | 2      | 2      | 0      | 0      | 41      | 31      | 7       | 3       | 76%         | 115     | 17      | +98     |
| F. C. Barcelona | 2016-17               | España                | 1.ª División          | 30   | 24   | 3    | 3    | 2º   | 3             | 3             | 0             | 0             | 8             | 6             | 0             | 2             | 2      | 2      | 0      | 0      | 43      | 35      | 3       | 5       | 85%         | 119     | 21      | +98     |
| Totales en su carrera | Totales en su carrera | Totales en su carrera | Totales en su carrera | 322  | 223  | 41   | 58   |      | 35            | 24            | 4             | 7             | 26            | 13            | 5             | 8             | 15     | 9      | 3      | 3      | 398     | 267     | 53      | 76      | 72%         | 1000    | 307     | +693    |
| P = Partidos; G = Ganados; E = Empatados; D = Derrotas; Pos = Posición; GF = Goles Anotados; GC = Goles Recibidos; DG = Diferencia de goles * Incluye Copa Cataluña Actualizado el 25 de julio de 2021. |                       |                       |                       |      |      |      |      |      |               |               |               |               |               |               |               |               |        |        |        |        |         |         |         |         |             |         |         |         |

## Palmarés

### Como entrenador

#### Campeonatos nacionales
| Título                    | Club                     | País   | Año  |
| ------------------------- | ------------------------ | ------ | ---- |
| Primera Nacional Femenina | F. C. Barcelona Femenino | España | 2008 |
| Copa de la Reina          | F. C. Barcelona Femenino | España | 2011 |
| Primera División Femenina | F. C. Barcelona Femenino | España | 2012 |
| Primera División Femenina | F. C. Barcelona Femenino | España | 2013 |
| Copa de la Reina          | F. C. Barcelona Femenino | España | 2013 |
| Primera División Femenina | F. C. Barcelona Femenino | España | 2014 |
| Copa de la Reina          | F. C. Barcelona Femenino | España | 2014 |
| Primera División Femenina | F. C. Barcelona Femenino | España | 2015 |
| Copa de la Reina          | F. C. Barcelona Femenino | España | 2017 |

#### Campeonatos regionales
| Título                 | Club                     | País     | Año  |
| ---------------------- | ------------------------ | -------- | ---- |
| Copa Cataluña Femenina | F. C. Barcelona Femenino | Cataluña | 2009 |
| Copa Cataluña Femenina | F. C. Barcelona Femenino | Cataluña | 2010 |
| Copa Cataluña Femenina | F. C. Barcelona Femenino | Cataluña | 2011 |
| Copa Cataluña Femenina | F. C. Barcelona Femenino | Cataluña | 2012 |
| Copa Cataluña Femenina | F. C. Barcelona Femenino | Cataluña | 2014 |
| Copa Cataluña Femenina | F. C. Barcelona Femenino | Cataluña | 2015 |
| Copa Cataluña Femenina | F. C. Barcelona Femenino | Cataluña | 2016 |
| Copa Cataluña Femenina | F. C. Barcelona Femenino | Cataluña | 2017 |